# 宇奈月温泉事件
宇奈月温泉事件（うなづきおんせんじけん、昭和9年（オ）第2644号妨害排除請求事件、大審院昭和10年10月5日判決民集14巻1965頁）は、日本・富山県下新川郡内山村（後の黒部市）の宇奈月温泉で起きた民事事件である。宇奈月温泉木管事件（うなづきおんせんもっかんじけん）とも言う。
権利濫用について大審院が初めて明確に判断した判決であるため、民法上重要な判例の一つである。なお、信玄公旗掛松事件という先例が存在している。

## 事件の概要
宇奈月温泉では、7.5km先にある黒薙温泉から地下に埋設させた木製の引湯管を使いお湯を引いていた。この引湯管は、1917年（大正6年）にA社が当時の価格で30万円を費やし、埋没させる土地の利用権を有償ないし無償で獲得して完成させたものである。しかし、この引湯管は、途中で利用権を得ていない甲土地を2坪分だけ経由してしまっていた。この土地は、Bの所有する112坪の乙土地の一部であるが、112坪の乙土地全体が利用が非常に難しい急傾斜地にあった。
その後、この引湯管は、宇奈月温泉行きの鉄道を所有している黒部鉄道（現在の富山地方鉄道）によって営まれていた。また、Bは、引湯管が経由している2坪を含めた112坪の乙土地全体を1坪あたり26銭でXに売却していた。
乙土地を買ったXは、不法占拠を理由に、黒部鉄道に対して引湯管を撤去するか、さもなければ乙土地の周辺の土地を含めた計3,000坪を1坪7円総額2万円余りで買い取るよう求めた。黒部鉄道がこれに応じなかったため、Xは、黒部鉄道に対して妨害排除請求として引湯管の撤去等を求めて提訴した。

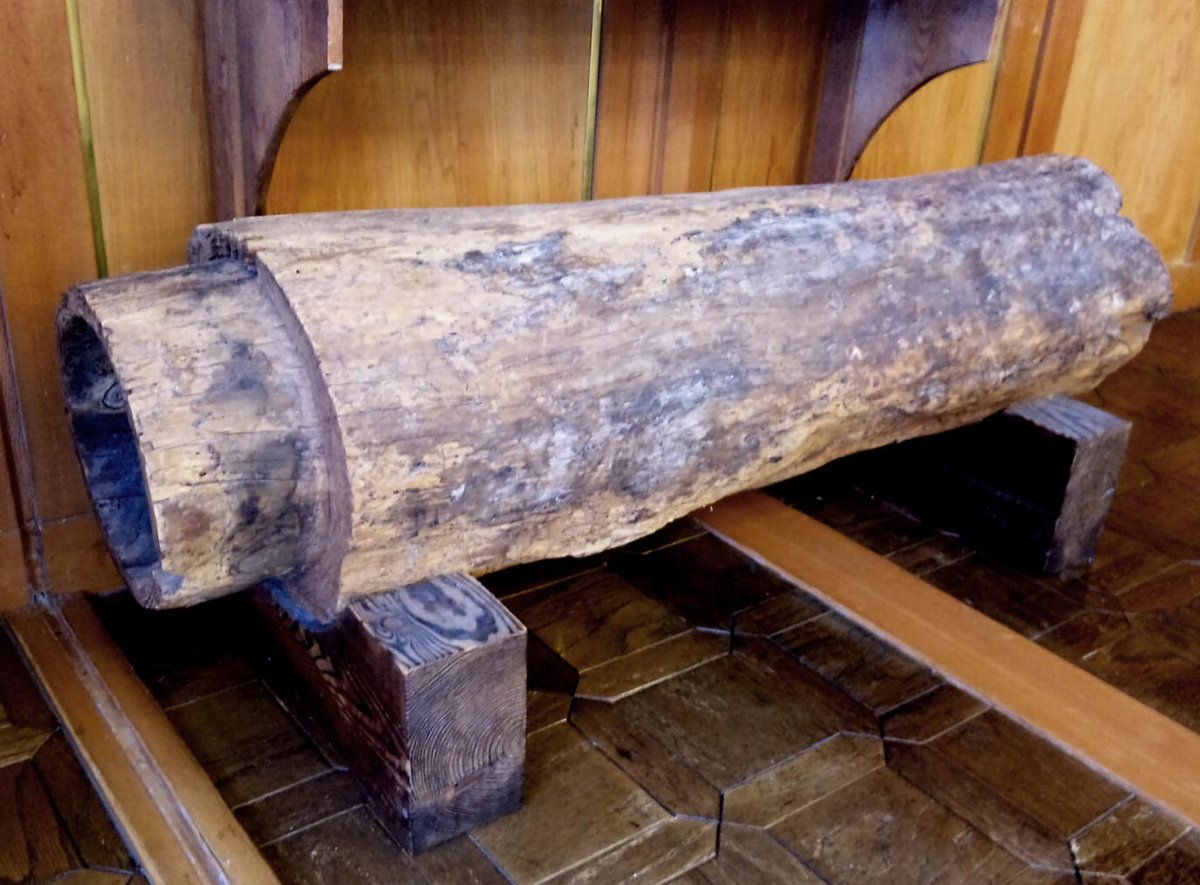
当時使用されていた赤松製引湯管

## 判決
第1・2審はXの請求を退けたため、Xは大審院に上告した。
大審院は、「権利ノ濫用」という文言を判決文中で初めて用い、Xの請求（所有権の行使）は権利の濫用にあたるため認められない、として請求を棄却した。
すなわち、利用価値のない本件土地は原告（X）にとってなんら利益をもたらさないのに対し、請求を認めて引湯管を撤去すれば、宇奈月温泉と住民に致命的な損害を与えることになる。このような結果をもたらす所有権の行使に基づく請求は所有権の目的に反するものであり、権利の濫用であって権利行使が認められない、とした。

## 判決に影響した事情
判決に影響を与えた事情としては、以下の事情が指摘されている。
- 引湯管は宇奈月温泉にとって不可欠なものであり、請求を認める場合には影響が大きい。
- それに対して、Xにとってはそれほど重要な土地ではない。
  - 本件土地は急傾斜地で利用価値のない土地である。
  - また、引湯管が通過する土地は、ほんのわずかな面積である。
- しかも、権利行使の態様が悪質である。
  - Xは、引湯管が利用権を得ていないことに目を付け、法外な値段で黒部鉄道に買い取らせようとして、本件土地を買った。
  - Xは、1坪26銭で購入したが、黒部鉄道に1坪7円で売ろうとしていた。

## 判決後の展開
この引湯管は宇奈月ダムの建設に伴い1993年までに移設されており、事件の現場は現在ダム湖（うなづき湖）の水面下にある。現地にほど近いうなづき湖畔（西側）に「宇奈月温泉木管事件碑」が建立されており、高岡法科大学学長だった吉原節夫による解説文が付されている。
法学部のテキストに利用される判例百選にも掲載されるなど、日本の法学生が最初期に学ぶ判例であり、「民法の聖地」としてこの地を訪れる法律関係者も少なくない。
温泉むすめプロジェクトで宇奈月温泉を擬人化した「宇奈月明嶺」のプロフィールにおいて「苦手なもの：権利の濫用（みんな仲良く）」という設定がある。これは2021年に現地の要望を受け、キャラクターの公開当初から設定を変更したものである。